# Preussiska grenen av släkten Reincke
Reincke är en tysk släkt med dokumenterad härstamning från Preussen, framför allt med koppling till områdena kring Berlin och Rostock. Den preussiska grenen av släkten adlades under 1800-talet och tillhörde då det preussiska låg- och lägre högadelssystemet. Medlemmar av släkten tjänstgjorde inom militär, administration och jordägande elit.

## Historik
Den preussiska grenen av släkten Reincke uppträder i historiska dokument under tidigt 1800-tal. En av de tidigast namngivna och mest framträdande medlemmarna var Johann Heinrich von Reinecke (född 1791), som erhöll adelskap och verkade som godsherr och lokal administratör i det preussiska statsväsendet. Det "von" som tillfogades släktnamnet markerar den erkända adels statusen i dåtidens Preussen.
Släkten förekom i flera provinser, bland annat i Brandenburg, Mecklenburg och Pommern, samt senare även i Hamburg och Berlin. I många fall var familjen Reincke kopplad till regionala gods och ägnade sig åt förvaltning av jordbruksregendomar och lokal domsrätt.

## Vapensköld
Den preussiska grenen av släkten Reincke är heraldiskt känd för sin vapensköld. Skölden är guld (gul) och visar en röd räv som klättrar uppför en högerlutande grön kulle. Räven är en klassisk symbol inom heraldiken och representerar list, visdom och skarpsinne – egenskaper som ansågs återspegla släktens karaktär och framgång.
Över skölden återfinns ett hjälmtäcke med en hjälmprydnad i form av en uppstigande räv i naturliga färger. Vapnet finns återgivet i flera heraldiska samlingar och bevarade släktböcker.

## Geografisk spridning
Efter Preussens upplösning och de politiska förändringarna i Tyskland under 1900-talet, kom flera grenar av släkten Reincke att flytta till andra länder. En del emigrerade till Skandinavien, främst Sverige och Danmark, medan andra flyttade till USA och Nederländerna.